# Il dolore innocente. L'handicap, la natura e Dio
Il dolore innocente. L'handicap, la natura e Dio è un saggio di Vito Mancuso. Edito nel 2002 dalla Mondadori, ebbe una seconda edizione tra gli Oscar Mondadori nel 2008 ed una ristampa nel 2011.

## Tema
L'opera affronta la realtà della sofferenza dinanzi alla quale non c'è risposta se non quella di constatare che è il prezzo che l'umanità paga per il sorgere della libertà, che è alla base della nascita dello spirito. La fonte della libertà risiede infatti nell'indeterminazione che domina nel processo evolutivo e che permette la “scelta”, la quale sottintende l'errore. L'handicap è proprio un errore della natura, una scelta sbagliata tra le varie opportunità che si offrono, errore previsto nella logica della natura. Sapere questo però non basta perché nella disabilità è in gioco un soggetto con i suoi diritti che gli vengono non dal fatto che fa parte della natura, ma perché è oggetto di amore da parte dei genitori. L'amore è l'unico elemento che permette di dare senso ed accogliere il dolore innocente e di dare valore ontologico all'uomo che con l'incarnazione è legato a Dio. Il Cristianesimo, conclude il teologo, è l'unica religione che può prendere in seria considerazione l'handicap, immagine del Dio sofferente che prende sulle spalle i mali che sovrastano la creazione. La necessità di quella sofferenza deve essere pensata in connessione con la caducità di cui è vittima la natura, e di cui l'handicap è uno dei segni più eloquenti. Cristo è l'Agnello che fin dall'inizio viene immolato per la libertà dell'uomo e la croce, simbolo che nessuna religione possiede, è il segno dell'amore di Dio al mondo, per permettere che gli uomini si realizzino come esseri dotati di spirito e di libertà.
(Vito Mancuso -  Il dolore innocente. L'handicap, la natura e Dio. pag. 157)
L'argomento, oltre alla premessa dell'autore all'edizione Oscar (2008) e alla prefazione di Edoardo Bonicelli dell'edizione del 2002 (La ragione e le ragioni), si sviluppa, dopo una premessa al testo e la relativa Introduzione (Perché nascono così?), attraverso sei capitoli (La posta in gioco. Il silenzio della Chiesa. Le risposte della storia. La costituzione del dramma teologico. La creazione e l'Agnello. Il principio-di-contraddizione) e termina con uno conclusivo che fa da considerazione-risposta: Perché nascono così.

## Edizione
- Vito Mancuso, Il dolore innocente. L'handicap, la natura e Dio, 2002, Mondadori, Milano
- Vito Mancuso, Il dolore innocente. L'handicap, la natura e Dio, Feltre, lettore: Ezio Bianchi, Centro internazionale del Libro Parlato, 2002